# Skomack Wielki

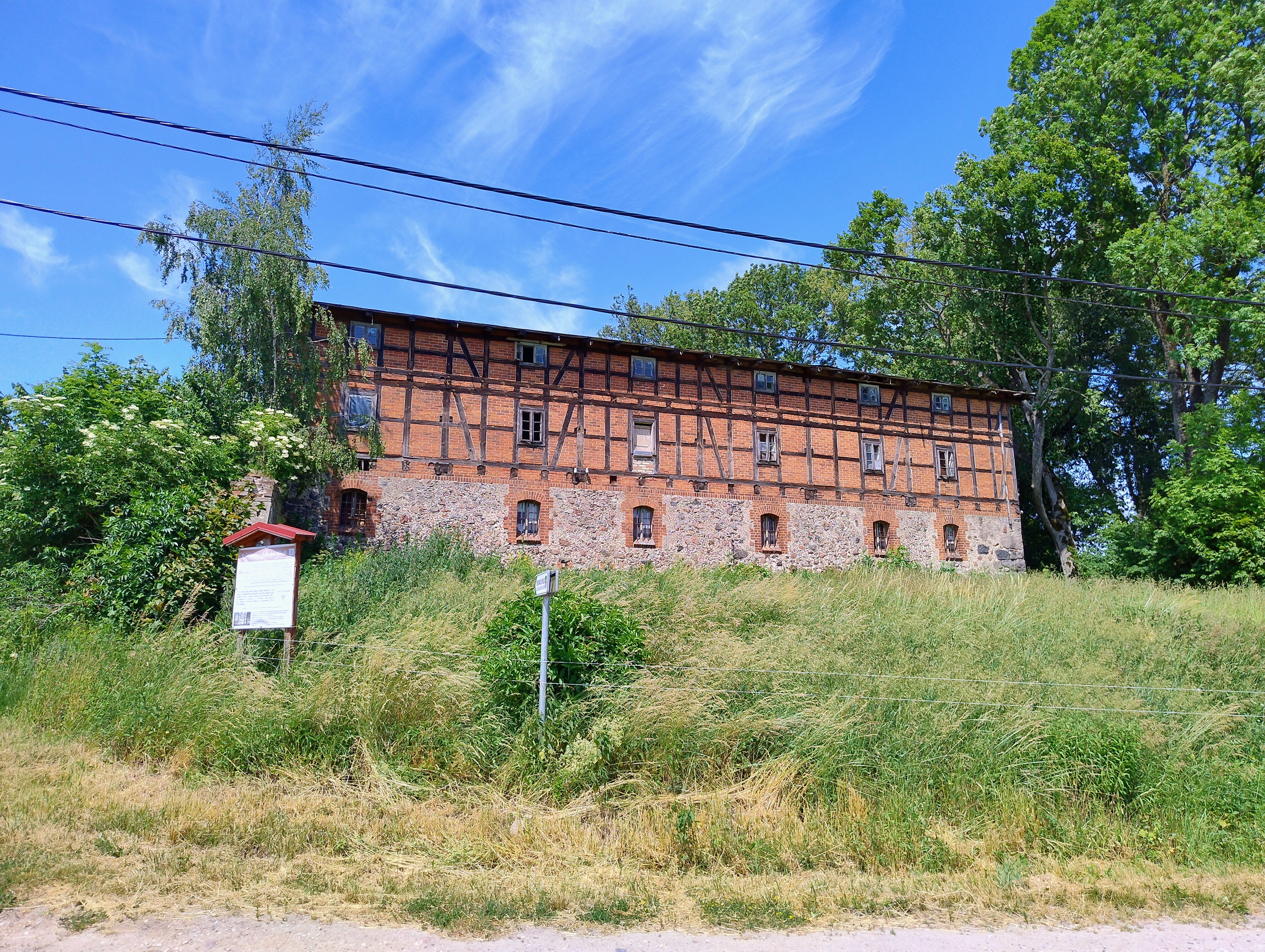
(2025)

Skomack Wielki (deutsch Skomatzko, 1938 bis 1945 Dippelsee) ist ein Dorf in der polnischen Woiwodschaft Ermland-Masuren und gehört zur Gmina Stare Juchy (Landgemeinde (Alt) Jucha, 1938 bis 19045 Fließdorf) im Powiat Ełcki (Kreis Lyck).

## Geographische Lage
Skomack Wielki liegt an der Nordostspitze des Jezioro Orzysz (Aryssee) in der östlichen Woiwodschaft Ermland-Masuren, 18 Kilometer westlich der Kreisstadt Ełk (Lyck).

## Geschichte
Das Dorf Skomatzko wurde im Jahre 1499 gegründet und war bis etwa 1900 in die Ortsteile A und B getrennt. Davon unabhängig entstand die Domäne Gut Skomatzko. Beide seinerzeit noch getrennte Orte wurden 1874 in den neu errichteten Amtsbezirk Skomatzko eingegliedert, der – 1938 in „Amtsbezirk Dippelsee“ umbenannt – bis 1945 bestand und zum Kreis Lyck im Regierungsbezirk Gumbinnen (ab 1905: Regierungsbezirk Allenstein) in der preußischen Provinz Ostpreußen gehörte.
Die aus den Ortsteilen A und B inzwischen vereinigte Landgemeinde Skomatzko zählte im Jahre 1910 insgesamt 554, der Gutsbezirk (Domäne) Skomatzko 181 Einwohner. Am 30. September 1928 wurde der Gutsbezirk in die Landgemeinde eingegliedert.
Aufgrund der Bestimmungen des Versailler Vertrags stimmte die Bevölkerung im Abstimmungsgebiet Allenstein, zu dem Skomatzko gehörte, am 11. Juli 1920 über die weitere staatliche Zugehörigkeit zu Ostpreußen (und damit zu Deutschland) oder den Anschluss an Polen ab. In Skomatzko (Dorf und Gut) stimmten 500 Einwohner für den Verbleib bei Ostpreußen, auf Polen entfielen keine Stimmen.
Die Einwohnerzahl der so vereinigten Gemeinde Skomatzko belief sich 1933 auf 797 Einwohner. Am 3. Juni (amtlich bestätigt am 16. Juli) 1938 wurde Skomatzko aus politisch-ideologischen Gründen der Abwehr fremdländisch klingender Ortsnamen in „Dippelsee“ umbenannt. Die Einwohnerzahl stieg bis 1939 auf 865.
Als 1945 in Kriegsfolge das südliche Ostpreußen an Polen überstellt wurde, war auch Skomatzko resp. Dippelsee davon betroffen und erhielt die polnische Namensform „Skomack Wielki“. Heute ist der Ort Sitz eines Schulzenamtes (polnisch Sołectwo), in das die Ortschaften Ostrów (Werder) und Rogalik (Rogallicken, 1938 bis 1945 Kleinrosenheide) einbezogen sind. Als solcher Ort ist Skomack Wielki eine Ortschaft im Verbund der Landgemeinde Stare Juchy ((Alt) Jucha, 1938 bis 1945 Fließdorf) im Powiat Ełcki (Kreis Lyck), bis 1998 der Woiwodschaft Suwałki, seither der Woiwodschaft Ermland-Masuren zugehörig.

### Amtsbezirk Skomatzko/Dippelsee (1874–1945)
In den Amtsbezirk Skomatzko waren ursprünglich sechs Dörfer eingegliedert:
| Name                    | Änderungsname 1938 bis 1945 | Polnischer Name  | Bemerkungen                                                  |
| ----------------------- | --------------------------- | ---------------- | ------------------------------------------------------------ |
| Ogrodtken               | Kalgendorf                  | Ogródek          |                                                              |
| Rogallen                |                             | Rogale           |                                                              |
| Rostken (Ksp. Klaussen) |                             | Rostki Skomackie |                                                              |
| Skomatzko A             |                             |                  | um 1900 mit Skomatzko B zur Landgemeinde Skomatzko vereinigt |
| Skomatzko B             |                             |                  | um 1900 mit Skomatzko A zur Landgemeinde Skomatzko vereinigt |
| Skomatzko, Domäne (Gut) |                             |                  | 1928 in die Landgemeinde Skomatzko eingegliedert             |

Im Januar 1945 gehörten nur noch vier Gemeinden zum – 1938 umbenannten – Amtsbezirk Dippelsee: Ogrodtken, Rogallen, Rostken und Skomatzko.

## Kirche
Bis 1945 war Skomatzko resp. Dippelsee in die evangelische Kirche Klaussen (polnisch Klusy) in der Kirchenprovinz Ostpreußen der Kirche der Altpreußischen Union sowie in die römisch-katholische Kirche Lyck (polnisch Ełk) im Bistum Ermland eingepfarrt.
Heute ist Skomack Wielki katholischerseits selber ein Kirchort, der der Pfarrei Klusy im Bistum Ełk der Römisch-katholischen Kirche in Polen untersteht. Die evangelischen Einwohner halten sich zur Kirchengemeinde in der Kreisstadt Ełk, einer Filialgemeinde der Pfarrei Pisz (deutsch Johannisburg) in der Diözese Masuren der Evangelisch-Augsburgischen Kirche in Polen.

## Persönlichkeiten

### Aus dem Ort gebürtig
- Michael Kajka (* 27. September 1858 in Skomatzko; † 1940), masurischer Volksdichter
- Bruno Skibbe (* 5. November 1893 in Skomatzko; † 14. August 1964 in Wiesloch), deutscher Agrarwissenschaftler
- Paul Ruden (* 12. April 1903 in Skomatzko; † 5. Februar 1970), deutscher Ingenieur, Luftfahrtexperte und Hochschullehrer

## Verkehr
Skomack Wielki liegt an der Nebenstraße 1852, die von Rożyńsk (Rosinsko, 1938 bis 1945 Rosenheide) über Skomack Wielki (Siedlung) (Thalau) nach hier führt und innerorts von der zum Teil nur als Landweg ausgebauten Nebenstraße von Zelki (Neuhoff) nach Klusy (Klaussen) gekreuzt wird.
Skomack Wielki ist außerdem Bahnstation an der – allerdings nicht mehr regulär befahrenen – Bahnstrecke Czerwonka–Ełk (deutsch Rothfließ–Lyck).